# Hugo du Bois

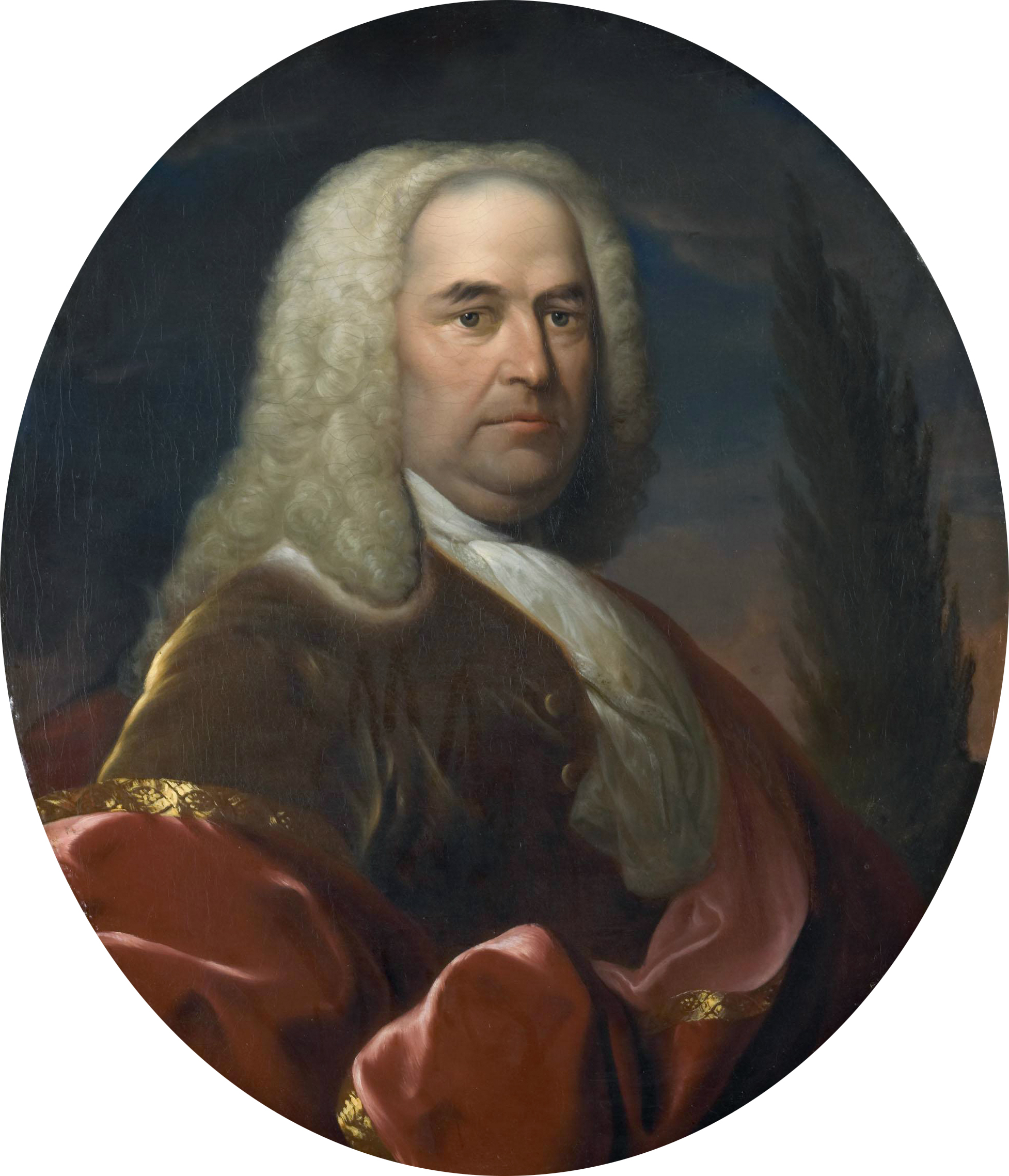
Hugo du Bois

Hugo du Bois ( ? - ? ) werd in 1734 gekozen tot bewindvoerder van de VOC kamer te Rotterdam.

## Schilderij
Het portret is van de hand van Dionys van Nijmegen, en is tussen 1734 en 1798 vervaardigd. Het behoort tot een reeks portretten van bewindvoerders van de VOC te Rotterdam afkomstig uit het Oostindië Huis aan de Boompjes; collectie Rijksmuseum Amsterdam.